# إد باري
إد باري (بالإنجليزية: Ed Barry) هو لاعب كرة قاعدة أمريكي، ولد في 2 أكتوبر 1882 في ماديسون في الولايات المتحدة، وتوفي في 19 يونيو 1920 في مونتاغو في الولايات المتحدة.

## وصلات خارجية
- إد باري على موقع دوري كرة القاعدة الرئيسي (الإنجليزية)
- إد باري على موقعبيزبول رفرنس.كوم (الدوري الرئيسي) (الإنجليزية)
- إد باري على موقعبيزبول رفرنس.كوم (الدوري الثانوي) (الإنجليزية)
- إد باري على موقع جمعية أبحاث البيسبول الأمريكية (الإنجليزية)
- إد باري على موقع مشجعي الرسوم البيانية (الإنجليزية)